# Paralastor tuberculatus
Paralastor tuberculatus är en stekelart som först beskrevs av Henri Saussure 1856.  Paralastor tuberculatus ingår i släktet Paralastor och familjen Eumenidae. Inga underarter finns listade i Catalogue of Life.